# Nguyễn Hồng Hải (thiếu tướng Quân đội nhân dân Việt Nam)
Nguyễn Hồng Hải (sinh năm 1965) là Thiếu tướng Quân đội nhân dân Việt Nam, hiện đang giữ chức vụ Phó Tư lệnh Quân khu 9, Quân đội nhân dân Việt Nam.

## Tiểu sử
Nguyễn Hồng Hải sinh ngày 12 tháng 12 năm 1965, quê quán tại xã Tân Thành A, huyện Tân Hồng, tỉnh Đồng Tháp.
Trước năm 2013, ông là Phó Chỉ huy trưởng kiêm TMT Bộ Chỉ huy quân sự tỉnh Đồng Tháp.
Tháng 11 năm 2013, ông được bổ nhiệm giữ chức Chỉ huy trưởng Bộ Chỉ huy quân sự tỉnh Đồng Tháp.
Tháng 11 năm 2016, ông được điều động làm Phó Tham mưu trưởng Quân khu 9, Quân đội nhân dân Việt Nam.
Tháng 3 năm 2017, ông được bổ nhiệm giữ chức Phó Tư lệnh Quân khu 9.
Tháng 9 năm 2017, ông được thăng quân hàm Thiếu tướng.